# Universidad de Liechtenstein

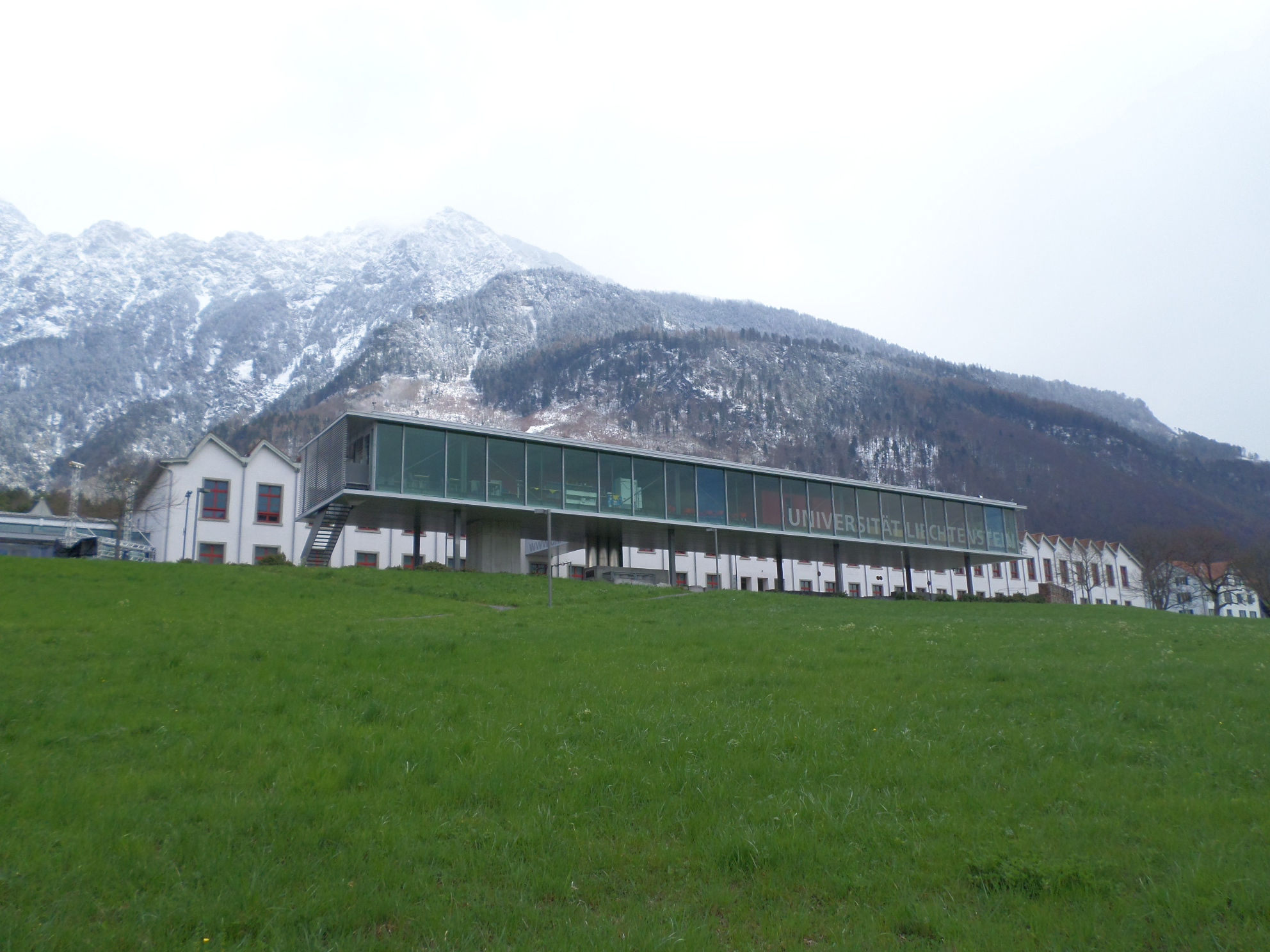
Sede de la universidad

La Universidad de Liechtenstein (en alemán: Universität Liechtenstein) es uno de los 4 centros de educación superior que existen en Liechtenstein. Sus 2 áreas principales son arquitectura y negocios. Su sede está en Vaduz, la capital del país. Los profesores y estudiantes vienen de 40 países y la universidad tiene convenios con 80 instituciones.

## Historia
La universidad fue fundada en 1961 para la enseñanza de ingeniería, que luego derivó en el Colegio de Ingeniería de Liechtenstein.
En 1992 fue reconocida como Universidad de Liechtenstein de Ciencias Aplicadas (Fachhochschule Liechtenstein) y como Hochschule Liechtenstein en 2005. En el 2008 se le otorgó el status de universidad y se permitió el ofrecer programas de doctorado, título de grado y maestría en función del proceso de Bolonia. En noviembre de 2010, el parlamento de Liechtenstein aprobó la ley de la Universidad de Liechtenstein, siendo ratificada el 1 de febrero de 2011.
Hay algo más de 1200 estudiantes actualmente.